# Comunidade Obreiros da Tardinha
A Comunidade Obreiros da Tardinha (COT) é um movimento católico do estado do Ceará, Brasil.
Este movimento não difere de outros, cuja temática é a evangelização católica por meio de obras assistenciais e atividades artísticas. A Comunidade também possui uma banda (Banda COT) que participa ativamente nos eventos Gospel no Brasil.
Atualmente, a COT autodefine-se como "comunidade discipular", ou seja, uma comunidade de leigos catolicos que buscam viver tal qual os discípulos de Cristo, cujo único interesse era levar a Palavra de Deus aos quatro cantos da terra.